# Ślesin Wąskotorowy
Ślesin Wąskotorowy - dawna wąskotorowa stacja kolejowa w Ślesinie, w woj. wielkopolskim, w Polsce. Znajdowała się w północnej części miejscowości, na 6 kilometrze linii Cegielnia – Sompolno. Torowisko zostało rozebrane lub jest nieprzejezdne.